# 万国运动会

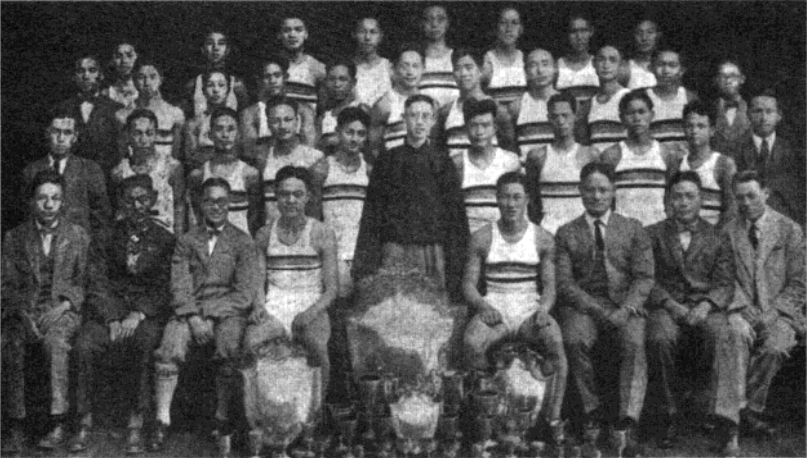
1926年第一届万国运动会上获团体总分第一的中国选手合影

上海万国运动会，又称为上海国际运动会，是中华全国体育协进会于1926年至1937年间在上海举办的六届运动会。

## 历史
1904年起，上海租界的外侨团体间便开始举办各类体育比赛，并冠以“万国”之名，包括足球、网球、越野、竞走等比赛。比赛不定期举行，参与人数并不多。唯万国竞走赛、万国越野跑两项比赛每年举办一次。后因第一次世界大战而中断。1920年代恢复，同时由中国人组成的中华队也开始参与其中。
1924年中华全国体育协进会成立后，于1926年10月9日至10日与外侨体育组织联合在中华运动场主办了第一届上海万国运动会。第一届比赛共有8个国家、135名运动员参加。比赛共有17项田径项目，规则与计分则参照远东运动会。第二届起则开始增设女子比赛。1926年至1937年间，共举办了六届万国运动会。后因抗日战争爆发而告终结。
中华队在各届万国运动会上表现优异，获得历届比赛男子团体第一，贾连仁则获得第五届男子个人第一。女队则自第三届起获团体第一。